# Westover (Alabama)
Westover – miasto w Stanach Zjednoczonych, w stanie Alabama, w hrabstwie Shelby. W roku 2023 miasto zamieszkiwało 1911 osób, a gęstość zaludnienia wynosiła niespełna 32 osoby/km².